# Хвостенко-Хвостов Олександр Веніамінович
Олекса́ндр Веніамі́нович Хвосте́нко-Хвосто́в (5 (17) квітня 1895, слобода Борисівка, нині Бєлгородської області Росії — 16 лютого 1968, Київ) — український та радянський художник, театральний декоратор, один з основоположників української сценографії. Народний художник УРСР (1945).

## Біографія
Родом зі слободи Борисівка на Курщині. Мистецьку освіту здобув у Московському училищі живопису, скульптури й архітектури.
З 1918 працював в Україні у книжковій та газетній графіці, був художником Київського оперного театру «Музична драма».
У 1918—1919 вчився в художній майстерні Олександри Екстер у Києві.
В 1919 переїхав до Харкова.
З початку 1920-х років — знову у театрі. В листопаді 1921 у Харкові, в Героїчному театрі завершено постановку першої в УСРР вистави «Містерія буф» за твором В. Маяковського; постановка Г. Авлова, декорації О. Хвостенко-Хвостова, музика Б. Яновського.
У жовтні 1924 в харківському Першому державному театрі для дітей відбулася прем'єра вистави «Том Сойєр» по М. Твену (художник О. Хвостенко-Хвостов).
Від 1925 року художник-постановник і головний художник Харківського театру опери та балету. Виконав художнє оформлення опер: «Кармен» Ж. Бізе (1924), «Фауст» Ш. Ґуно (1924), «Севільський цирульник» Дж. Россіні (1926), «Любов до трьох апельсинів» С. Прокоф'єва (1926), «Пікова дама» П. Чайковського (1928), «Валькірія» Р. Ваґнера (1929).
Під час Другої світової допомагав створювати агітаційні плакати, а також консультантом по маскуванню об'єктів Харківського воєнного округу. З 1941-1944 був евакуйований разом з театром до Чіти та Іркутська.
У Київському театрі опери та балету його творчий доробок такий: «Червоний мак» Рейнгольда Ґлієра (1928), «Джоні грає» Ернста Кшенека (1929), «Золотий обруч» (1930) та «Щорс» (1938) Бориса Лятошинського, «Запорожець за Дунаєм» Гулака-Артемовського (1935), «Продана наречена» Бедржиха Сметани (1937), «Наймичка» Михайла Вериківського (1943), «Лісова пісня» Михайла Скорульського (1946), «Галька» Станіслава Монюшка (1949), «Утоплена» Миколи Лисенка (1950) та ін.
Роботи Хвостенка-Хвостова визначаються багатством барв і відчуттям стилю музичного твору.

## Виставки
- 1-а художня виставка сектору мистецтв Головполітпросвіту УРСР (1921)
- «Художник сьогодні» (1927)
- 1-а Всеукраїнська виставка Асоціації революційного мистецтва України (1927)
- Українська книжкова графіка (1929)
- «Мистецтво радянської України» (1930)
- Виставка харківського товариства «Художник»(1940)
- «Художники» у дні Вітчизняної війни» (1945) у Харкові
- Всеукраїнська ювілейна виставка, присвячена 10-річчю Жовтня у Харкові, Києві, Одесі, Дніпропетровську та інших містах України (1927–1928)
- 5-а Всеукраїнська художня виставка у Харкові та Одесі (1932–1933)
- Виставка творів театральних художників УРСР (1954)
- Виставка образотворчого мистецтва УРСР, присвячена 300-річчю возз'єднання України з Росією у Києві, Москві, Сімферополі (1954)
- Виставка образотворчого мистецтва УСРР у Варшаві (1955)

## Нагороди
- орден Трудового Червоного Прапора [2]
- Народний художник УРСР (1945)
- Лауреат Сталінської (Державної) премії 1949 2-го ступеня (за оформлення опери «Іван Сусанін» М. І. Глінки)[3]

## Родина
Донька — Тетяна Хвостенко, український графік.